# New Year's Revolution
New Year's Revolution was een jaarlijks professioneel worstel-pay-per-view (PPV) evenement dat geproduceerd werd door de Amerikaanse worstelorganisatie World Wrestling Entertainment (WWE). Het evenement werd in 2005 opgericht en de naam was een woordspeling op de westerse traditie van nieuwjaar voornemens, die elk jaar begin januari worden gehouden. Om samen te vallen met de eerste merkuitbreiding van WWE, waarbij de promotie de selectie opdeelde in merken waar uitsluitend worstelaars optraden, werd New Year's Revolution exclusief gehouden voor het Raw merk gedurende de driejarige geschiedenis van het evenement. In 2008 werd New Year's Revolution verwijderd uit het WWE schema toen ze het aantal PPV's per jaar verminderden na de stopzetting van merk exclusieve PPV's na WrestleMania 23 in april 2007.

## Chronologie
| Editie | Datum          | Stad                  | Locatie                      | Main Event |
| ------ | -------------- | --------------------- | ---------------------------- | --- |
| 2005   | 9 januari 2005 | San Juan, Puerto Rico | José Miguel Agrelot Coliseum | Triple H vs. Batista vs. Randy Orton vs. Chris Jericho vs. Chris Benoit vs. Edge in een Elimination Chamber match voor het vacante World Heavyweight Championship met Shawn Michaels als special guest referee |
| 2006   | 8 januari 2006 | Albany, New York      | Pepsi Arena                  | John Cena (c) vs. Edge voor het WWE Championship |
| 2007   | 7 januari 2007 | Kansas City, Missouri | Kemper Arena                 | John Cena (c) vs. Umaga voor het WWE Championship |